# کلنگه (بوگاتیچ)
کلنگه (به صربی: Klenje) یک منطقهٔ مسکونی در صربستان است که در بوگاتیچ واقع شده‌است.